# 長川紋子
長川 紋子（ながかわ あやこ、1965年5月22日 - ）は、日本の洋画家。東京都港区出身。ミサワホームインテリアデザインスクール卒業。

## 経歴
- 1965年5月22日 東京都広尾 生誕。
- 1978年 東京都立川市立若葉小学校 卒業
- 1979年 U.S.A. America Colorado Evergreen 留学。
- 1981年 東京府中市立第5中学校 卒業。
- 1985年 TBS制作株式会社 美術部 入社。
- 1992年 東京都三鷹市杏林大学医学部付属病院 内科医と結婚。
- 1993年 ミサワホーム インテリア デザインスクール 卒業。
- 1995年 ART制作 ABSTRACT ART,洋 画,抽象画 スタート。
- 1996年 初展示 東京六本木TATOU  TOKYO『  To  The  Sea , HAPPY  RAINBOW 』
- 1998年 初絵画個展東京青山　VAL『 HAPPY  RAINBOW 』 販売。
- 2002年 第2回絵画個展　東京青山　LASCHICAS  。
- 2003年 米国アメリカ大使館『全世界,　PERFECT  WORLD』100号寄贈。
- 2006年 FIFA WORLD CUP Official CI Logo Model。
- 2007年 - 2014年  元NBA Top STAR, デニス・ロッドマン,  『財界公論』主幹 大中吉一寄贈 / 米国大使館要人多数 VIP へ寄贈 / 資生堂名誉会長福原有一『女神,MUSE』販売。[2]

## 活動

### 主な展覧会

#### 個展
- 1996年 『To The Sea, HAPPY RAINBOW』, 六本木・アートギャラリーTATOU TOKYOにて個展
- 1998年 青山・アートギャラリーVALにて個展（'96,'97年）
- 2002年 青山・ギャラリーLASCHICASにて個展

### 主な作品
- 1996年 「FRIENDS」
- 1997年「HEAVEN & EARTH, 天と地」
- 1997年「ELEGANCE, 優雅」
- 1998年「TIME, 時」
- 1998年「HEART OF LOVE 」
- 2000年「ETERNITY, 永久」
- 2002年「GOD DRAGON, 神龍」
- 2003年「PERFECT WORLD, 全世界」
- 2003年「PARADISE OPEN 」
- 2004年「THE HEAVEN OF HEAVEN, 天上界」
- 2005年「A Thundercloud, 雷雲」
- 2006年「Graceful, 優美」
- 2007年「21CENTURY RAINBOW, 21世紀の虹」
- 2008年「The Highest Record In The World, 史上最高の記録」
- 2000年「ETERNITY, 永久」
- 2000年「A PISTIL」
- 2006年「GLOW」
- 2006年「GUSH OUT」
- 2006年「FLASH」
- 2007年「21CENTURY’S FLOWER」
- 2007年「A FLOWERING DOGWOOD, 花水木」
- 2007年「FULL BLOOM」
- 2006年「BLUE WIND」
- 2006年「Dance of the Blessed Spirit, 精霊の踊り」
- 2006年「GORGEOUS, 華美」
- 2009年「 LOVE, 愛情」
- 2004年「A Pastoral, 牧歌」
- 2006年「DESTINY, 運命」
- 2009年「The beauties of nature, 花鳥風月」
- 2004年「Splendid luxuriously, 絢爛豪華」
- 2006年「THE GOD, 天帝」
- 2008年「ART, 芸術」

#### India Spirits　シリーズ
Part I 〜 IV.　　

#### Nature シリーズ
- 2000年「SUNRISE, サンライズ」
- 2000年「Energy Dorm, エナジードーム」
- 2000年「FLOWER SEASON, 花季節」

#### UNIVERSALシリーズ
- 2000年「SPACE of FLOWER, 宇宙華」
- 2000年「UNIVERSE of HAPPY, 宇宙の幸せ」
- 2000年「SPACE of PEACE, 宇宙平和」
- 2000年「UNIVERSAL JUSTICE, 宇宙正義」
- 2000年「UNIVERSAL of a SYMBOL, 宇宙シンボル」
- 2000年「UNIVERSAL PARADISE, 宇宙楽園」

#### FLOWERシリーズ
- 2004年「WIND OF FLOWER, 風花」
- 2004年「FOUR SEASON, 四季」
- 2004年「FLOWER CLOCK, 花時計」
- 2004年「GOD FLOWER, 神花」

#### CLASSICS シリーズ
- 2003年「LION’s Tear, ライオンの涙」
- 2003年「a thunder Wind, 雷風」
- 2005年「a rondo, 輪曲」
- 2005年「CHINA DREAM, 中国の夢」
- 2005年「LION with Irresistible FORCE, 獅子奮迅」
- 2006年「TCHAIKOVSKY, チャイコフスキー」
- 2007年「A duster amaryllis, 彼岸花」
- 2007年「a jewel box, 宝石箱」
- 2008年「KING OF PLAY, 王の遊び」